# Monument Noordoostpolder
Het Monument Noordoostpolder, doorgaans Ketelhuisje genoemd, is een kunstwerk in de openbare ruimte aan de A6, net voorbij de Ketelbrug in de Noordoostpolder. Het kunstwerk is een ontwerp van de Twentse architecten Frank Bolink en Gerard Koopman (Koopman & Bolink).
Het is een bakstenen huisje met een oppervlakte van 3 bij 8 meter, zonder ramen en deuren, gemetseld in rode baksteen en in baksteenkleur gevoegd. De aluminium rookpluim uit de schoorsteen fungeert als windvaan. Het scheepje op de rookpluim vaart op de voormalige waterhoogte tegen de wind in. Dit symboliseert het schijnbaar onmogelijke karwei om uit zee een stuk land te maken.
In 2010 werd aan de andere kant van de Noordoostpolder een tweede kunstwerk geplaatst van het duo, genaamd Boothuis. Het heeft een zelfde thematiek en vorm, maar verschilt in materiaalgebruik.